# Anoristia mirabiella
Anoristia mirabiella is een vlinder uit de familie van de snuitmotten (Pyralidae). De wetenschappelijke naam van de soort is voor het eerst geldig gepubliceerd in 1948 door Von Toll.